# Ross Murdoch
Ross Murdoch, född 28 december 1994 i Balloch, West Dunbartonshire i Skottland, är en skotsk simmare som tävlar för West Dunbartonshire ASC. 
Murdoch tog sig till semifinal och slutade på delad 12:e plats på 200 meter bröstsim vid olympiska sommarspelen 2020 i Tokyo.